# Óscar Sánchez (cyclisme, 1988)
Pour les articles homonymes, voir Óscar Sánchez, Sánchez et Caballero.
Sánchez  Caballero est un nom espagnol. Le premier nom de famille, en général paternel, est Sánchez ; le second, en général maternel, souvent omis, est Caballero.
Óscar Sánchez Caballero (né le 9 juillet 1988 à Ronda en Andalousie) est un coureur cycliste espagnol, membre du CC Vigués.

## Biographie
D'abord concentré sur le VTT, Óscar Sánchez commencer à se consacrer à la cyclisme sur route à partir de 2014, avec la formation Andalucía-PC Trebujena. Cette année-là, il remporte entre autres la Vuelta a Cabra ainsi qu'une étape du Tour de Galice, s'emparant à cette occasion du maillot de leader. Il termine par ailleurs cinquième du Tour d'Ávila. 
En 2015, il rejoint l'équipe Mutua Levante-Valencia Terra i Mar. Sous ses nouvelles couleurs, il réalise le meilleur temps sur la Cronoescalada de Cártama, seconde manche de la Coupe d'Andalousie. Il s'impose également à la Almuñécar Cota 1200, une autre classique du calendrier andalou. Sur les courses par étapes, il prend la quatrième place du Gran Premio Villareal et la dixième du Tour de Zamora, deux compétitions remportées par son coéquipier Iván Martínez.
En 2016, il est recruté par le club Dare-Gobik-Murcia. Il signe son premier succès dès le mois de février, sur la Subida Virgen de la Sierra, disputée sous des conditions météorologiques glaciales,. Engagé aux championnats d'Andalousie, il se classe deuxième de l’épreuve contre-la-montre puis sixième de la course en ligne. Il prend aussi la troisième place de la Almuñécar Cota 1200. En fin d'année, il obtient deux autres succès, à la Subida a la Reina Triaworld et à la Cronoescalada Villa de Mija. Il conclut cette saison à la troisième place au classement final du calendrier andalou de cyclisme sur route.
Il passe professionnel en 2017, au sein de la petite équipe continentale serbe Dare Viator Partizan. Il dispute sa première compétition à ce niveau au Tour de Murcie, où il abandonne. Deux mois plus tard, il participe à la Klasika Primavera, qu'il termine à la 32e place. En fin d'année, il se classe onzième du Taiwan KOM Challenge, une course cycliste considérée comme étant l'une des plus difficiles au monde.

## Palmarès sur route
- 2007
  - Sufrida Arriate
- 2012
  - Sufrida Arriate
- 2013
  - Sufrida Arriate
  - Subida La Reina Málaga
  - Subida Cicloturista al Pico del Veleta
  - Subida a las Palomas
  - Clásica del Pavo Cómpeta
- 2014
  - Ranking Andaluz
  - Tour de Cabra
  - 1reb étape du Tour de Galice
  - La Sufrida Arriate
  - Subida a las Palomas
  - Subida a Peñas Blancas
  - Subida  Almogía
  - Cronoescalada Hirmes
  - Desafio Aspromanis
  - Subida Almogia
- 2015
  - Cronoescalada de Cártama
  - Almuñécar Cota 1200
  - La Sufrida Arriate
  - Cronoescalada Hirmes
  - Subida a las Palomas Sierra de Grazalema
- 2016
  - Subida a las Palomas Sierra de Grazalema
  - Subida a los Portales
  - Subida Virgen de la Sierra
  - Subida a la Reina Triaworld
  - Cronoescalada Villa de Mijas
- 2018
  - Subida Mirador de Vallejos
  - Subida a los Castillejos
  - Cronoescalada Villa de Mijas
- 2019
  - Cronoescalada Sercopan de Cártama[13]
  - Cronoescalada Cumbres Verdes[14]
  - Mémorial Paco Pérez
  - XXVI Clasica del Pavo

## Palmarès en VTT
- 2012
  - Villa de Arriate
  - Homenaje a la Guardia Civil Ronda
  - Acinipo Ronda
- 2013
  - Homenaje la Legión 101 Ronda
  - Homenaje a la Guardia Civil Ronda// 2019
  - Maratón BTT Ciudad de Álora
  - Acinipo Ronda
  - Cortes Extrema Cortes de la Frontera
- 2014
  - Acinipo Ronda
  - Subida mogote
  - Subida a los Portales
- 2015
  - Acinipo Ronda
  - Subida Mogote
  - Subida a los Portales